# Amaea tehuanarum
Amaea tehuanarum is een slakkensoort uit de familie van de Epitoniidae. De wetenschappelijke naam van de soort is voor het eerst geldig gepubliceerd in 1968 door DuShane & James Hamilton McLean.